# Music from Another Dimension!
Music From Another Dimension! är det femtonde studioalbumet av det amerikanska rockbandet Aerosmith, utgivet den 6 november 2012 av skivbolaget Columbia Records. Albumet är Aerosmiths första sedan Honkin' on Bobo.

## Albumomslaget
Albumet har två olika omslag: ett för den vanliga utgåvan, och ett för deluxe-utgåvan.
Skillnader på deluxe-utgåvan och vanliga utgåvan:
- Skuggningen på Aerosmith-logon är omvänd skuggad. Den går från orange/gul/vit på den vanliga utgåvan jämfört med vit/gul/orange som är på deluxe-utgåvan.
- Teckenstorleken som används för ordet "Music" i albumets titel gör så att ordet sträcker sig sin hela längd "From Another" på andra raden.
- Ett finger sticker upp på toppen av i:et i ordet "Music".
- Ett vitt ansikte syns ovanför axeln på en man direkt ovanför m:et i ordet "Music". Det är ansiktet som Joey Kramer hade när han var med i musikvideon (som en hund) för låten "Pink".
- En dödskalle syns i o:et i ordet "Dimension!"
- Bussen som hålls av jätteroboten är märkt "Boneyard Buslines".
- Jätteroboten som håller i bussen har numret "1325" på sitt bröst, som syftar på 1325 Commonwealth Ave, där bandet bodde när de först bildades i början av 1970-talet.
- Kvinnan längst fram är blond och har en röd skjorta istället för rött hår med en lila skjorta.
- Bandmedlemmarna i Aerosmith syns på höger sida i öppningen emellan kvinnans huvud och hand.
- Producenten Jack Douglas ansikte med vitt hår är synligt i mitten av bilden i närheten av basen på den fallande telefonstolpen. På den vanliga utgåvan är ansiktet helt enkelt en svart kontur.
- I folkmassan nära basen av den kollapsande byggnaden finns två ansikten: det ena liknar John Kalodner och det andra Warren Huart.
- Två rökpelare stiger upp från den högsta byggnaden på den vänstra sidan av omslaget.
- En röd skylt med en röd juvel på den högsta byggnaden är en referens till omslaget på albumet Rocks.
- Alldeles till vänster om juvelskylten är det en person som håller en stav eller käpp.
- Ytterligare till vänster på samma byggnad som skylten och personen är det en häst, som refererar till hästen på albumomslaget till Toys in the Attic.
- Byggnaden längst till vänster med krypskytten på taket har tre gula kvadratiska fönster utöver de tre rektangulära fönstren.
- En röd demon sitter på rökmolnet bredvid monsterödlan.  Dess vingar påminner om stilen på logon på Get Your Wings-albumet.
- Den lilla byggnaden som blir attackerad av monsterödlan har ett skelett på taket.
- Den större byggnaden som blir attackerad av monsterödlan är märkt Max's Kansas City vid med basen. Det är den legendariska teatern där Aerosmith fick sitt första skivkontrakt.
- På en skylt på taket står det "Aerosmith" med samma typsnitt och stil som på bandets debutalbum Aerosmith.
- Åtta fåglar flyger under Aerosmith-logotypen nära monsterödlan.

## Låtlista
| Nr           | Titel                                              | Kompositör                                                                   | Längd |
| ------------ | -------------------------------------------------- | ---------------------------------------------------------------------------- | ----- |
| 1.           | LUV XXX                                            | Steven Tyler, Joe Perry                                                      | 5:17  |
| 2.           | Oh Yeah                                            | Perry                                                                        | 3:41  |
| 3.           | Beautiful                                          | Tyler, Marti Frederiksen, Brad Whitford, Joey Kramer, Tom Hamilton           | 3:05  |
| 4.           | Tell Me                                            | Hamilton                                                                     | 3:45  |
| 5.           | Out Go the Lights                                  | Tyler, Perry                                                                 | 6:55  |
| 6.           | Legendary Child                                    | Tyler, Perry, Jim Vallance                                                   | 4:15  |
| 7.           | What Could Have Been Love                          | Russ Irwin, Tyler, Frederiksen                                               | 3:44  |
| 8.           | Street Jesus                                       | Whitford, Tyler                                                              | 6:43  |
| 9.           | Can't Stop Loving You (featuring Carrie Underwood) | Whitford, Frederiksen, Tyler, Hamilton, Kramer                               | 4:04  |
| 10.          | Lover Alot                                         | Tyler, Whitford, Hamilton, Kramer, Jesse Sky Kramer, Frederiksen, Marco Moir | 3:35  |
| 11.          | We All Fall Down                                   | Diane Warren                                                                 | 5:14  |
| 12.          | Freedom Fighter                                    | Perry                                                                        | 3:19  |
| 13.          | Closer                                             | Tyler, Frederiksen, Kramer                                                   | 4:04  |
| 14.          | Something                                          | Perry                                                                        | 4:37  |
| 15.          | Another Last Goodbye                               | Tyler, Perry, Desmond Child                                                  | 5:47  |
| Total längd: | Total längd:                                       | Total längd:                                                                 | 67:59 |

## Medverkande
- Steven Tyler - sång, orgel och munspel på "Out Go the Lights", orgel och elgitarr på "We All Fall Down", piano och gitarr på "Another Last Goodbye" trummor på "Something", gitarr på "Beautiful", mandolin på "Tell Me", cigar box guitar på "What Could Have Been Love", arrangering och producent
- Tom Hamilton - elbas, bakgrundssång på "Oh Yeah" och "Legendary Child", sång på "Up on a Mountain" gitarr, synthesizer
- Joe Perry - trummor, slagverk, bakgrundssång
- Joey Kramer - sologitarr, bakgrundssång, sång på "Freedom Fighter", "Something" och Oasis in the Night", samarbetssång på "Oh Yeah", barytongitarr på "Lover Alot", lap steel guitar, elbass, synthesizer, producent
- Brad Whitford - kompgitarr och sologitarr, akustisk gitarr på "Tell Me", bakgrundssång

Gästmedverkande
| - Julian Lennon – bakgrundssång på "LUV XXX" - Melanie Taylor – bakgrundssång "Oh Yeah" och "Out Go The Lights" - Sharlotte Gibson – bakgrundssång på "Oh Yeah" - Laura Jones – bakgrundssång på "Oh Yeah" - Tom Scott – saxophone tenor on "Oh Yeah" and "Out Go The Lights" - Jessy J – saxofon på "Oh Yeah" - John Mitchell – saxofon på "Oh Yeah" och "Out Go The Lights" - Bill Reichenbach, Jr. – trombon på "Oh Yeah" och "Out Go The Lights" - Gary Grant – trumpet på "Oh Yeah" och "Out Go The Lights" - Larry Hall – trumpet på "Oh Yeah" och "Out Go The Lights" | - Mia Tyler – bakgrundssång på "Beautiful" - Russ Irwin – piano och bakgrundssång på "What Could Have Been Love" - Carrie Underwood – featured vocals on "Can't Stop Loving You" - Johnny Depp – bakgrundssång på "Freedom Fighter" - Bruce Witkin – bakgrundssång på "Freedom Fighter" - Paul Santo – hammondorgel på "Something" och "Tell Me", Keyboard på "Closer" och "Freedom Fighter", mellotron på "Closer" - Dr. Rudy Tanzi – hammondorgel på "Something" och "Freedom Fighter" - The Section Quartet: Daphne Chen – violin, Eric Gorfain – violin, Lauren Chipman – viola på Richard Dodd – cello på "We All Fall Down" och "Another Last Goodbye" | - Jesse Sky Kramer – extra trummor på "We All Fall Down" - Zac Rae – piano and synthesizer på "We All Fall Down", elpiano på "Freedom Fighter" - Desmond Child – piano på "Another Last Goodbye" - Jesse Kotansky – violin solo på "Another Last Goodbye" - Daniel J. Coe – synthesizer på "Closer" och "Oasis in The Night", synthesizer och programming på "Another Last Goodbye", arrangement - Rick Dufay – kompgitarr på "Shakey Ground" |

Produktion
- Jack Douglas – produktion, mixning,  arrangör, and slagverk på "LUV XXX", "Oh Yeah", "Tell Me", "Lover Alot", "Closer", "Freedom Fighter" och "Up on the Mountain"; keyboard och bakgrundssång på "Freedom Fighter"; Orgel på "Can't Stop Loving You"; synthesizer och bakgrundssång på "Legendary Child"; piano på "Street Jesus"
- Marti Frederiksen – produktion på "Beautiful", "What Could Have Been Love" och "Can't Stop Loving You"; pro tools, bakgrundssång på "What Could Have Been Love"; keyboard och gitarr Roland synthesizer på "Closer" introduktion
- Warren Huart – tekniker, mixning, och bakgrundssång på "Legendary Child"
- Al Schmidt – mixning
- Chris Lord-Alge – mixning
- Neal Avron – mixning
- Anthony Focx – pro tools editing
- Daphne Chen –  arrangör
- Tom Scott – arrangör
- Casey Patrick Tebo – artwork
- Slash – inside artwork